# 愛を伝えたいだとか
「愛を伝えたいだとか」（あいをつたえたいだとか）は、シンガーソングライター・あいみょんのメジャー2ndシングル。ワーナーミュージック・ジャパン内のレーベル「unBORDE」から2017年5月3日に発売された。

## 概要
前作のメジャーデビューシングル「生きていたんだよな」から約5ヶ月ぶりとなるシングル。表題曲に2曲のカップリング曲を加えた全3曲を収録。またiTunes Store限定でボーナス・トラックとして「強がりました」の弾き語りバージョンが収録されている。
ジャケットのアートディレクションは、前作に引き続きとんだ林蘭が担当している。彼女を含め、アートワークにはあいみょんと同じく20代のスタッフが携わっており、ジャケットデザインは沖山哲弥、ヘアメイクは菅谷征起、スタイリングは奥冨直人（BOY）が手がけている。

## 収録曲

### 楽曲クレジット
| 全作詞・作曲: あいみょん。 |                                                                     |            |            |                                                                             |      |
| #                          | タイトル                                                            | 作詞       | 作曲・編曲 | 編曲                                                                        | 時間 |
| 1.                         | 「愛を伝えたいだとか」                                              | あいみょん | あいみょん | 近藤隆史・立崎優介・田中ユウスケ（共同編曲、プログラミング&全楽器演奏共作） | 3:57 |
| 2.                         | 「ハッピー」                                                        | あいみょん | あいみょん | 関口シンゴ                                                                  | 4:07 |
| 3.                         | 「MIO」                                                             | あいみょん | あいみょん | 星野純一                                                                    | 3:48 |
| 4.                         | 「強がりました (弾き語りver.)」(iTunes Store限定ボーナス・トラック) | あいみょん | あいみょん |                                                                             |      |

### 楽曲解説
1. 愛を伝えたいだとか
2ndシングルを出すと決まってから作った楽曲で、デビューシングルとは異なりクラビネットのフレーズが耳に残るグルーヴィーな曲調のファンクアレンジとなっている[5][6][7]。歌詞とメロディがほぼ出来上がったものをディレクターがアレンジャーに渡したところ、このアレンジを提案された[6]。歌詞は男性目線で、自分なりにイメージする、男の女々しさや情けなくも愛しいところを表現している[6][8]。
そのことについて本人は、1つのジャンルにとらわれたくないので前作の死生観を歌うというイメージや期待をいい意味で裏切りたかったし、別のサウンドでも自分らしさを表現できるということを証明したかったと語っている[5][6][7]。
演奏には村田シゲ（□□□）がベースで参加している[1][7]。
2017年4月20日にミュージックビデオが公開された。監督は林響太朗[9]。このMVは「狭い部屋とそこにあるモノで楽曲を表現する」という指示のもと、ワンカメ・ワンカット・編集なしのスタイルで撮影された[10]。
2020年5月20日にストリーミング再生回数が通算4作品目の1億回再生を突破した。
2. ハッピー
19歳の時に家族・友達・ペットなど大切な人が亡くなったときのことを思って書いた、亡くなった人を送る歌[6][8]。
3. MIO
15歳の頃にタイトルにもなったミオという友達を思って書いた曲[6][8][11]。ミオはインディーズの頃に出した「分かってくれよ」という曲の中に出てくる男の子の彼女で、本人の中ではこの曲はそのアンサーソングのような位置づけとなっている[6]。

## タイアップ
- テレビ朝日系『シュシュ(chouchou)お気に入り』主題歌（M1）

## 愛を伝えたいだとか Remix EP
「愛を伝えたいだとか Remix EP」（あいをつたえたいだとか リミックス イーピー）は、シンガーソングライター・あいみょんのメジャー2ndシングル「愛を伝えたいだとか」のリミックス盤。ワーナーミュージック・ジャパン内のレーベル「unBORDE」から2018年5月23日に12インチシングルとして発売された（同年5月10日に先行配信）。

### 収録曲 (Remix EP)
| 全作詞・作曲: あいみょん。 |                                                          |            |            |             |      |
| #                          | タイトル                                                 | 作詞       | 作曲・編曲 | リミックス  | 時間 |
| 1.                         | 「愛を伝えたいだとか」(Neetz ft.Ryohu "studio991" Remix) | あいみょん | あいみょん | Neetz       | 3:25 |
| 2.                         | 「愛を伝えたいだとか」(Lil'Yukichi Remix)                | あいみょん | あいみょん | Lil'Yukichi | 3:46 |
| 3.                         | 「愛を伝えたいだとか」                                   | あいみょん | あいみょん |             | 3:54 |
| 4.                         | 「愛を伝えたいだとか」(Instrumental)                     | あいみょん | あいみょん |             | 3:54 |